# Seiune
Seiune (em árabe: سَيْئُوْن; romaniz.: Seiyun) é uma cidade da província de Hadramaute, no sul do Iêmen. De acordo com o censo de 2004, havia 49 083 habitantes.